# História do Comercial Futebol Clube (Ribeirão Preto)

## História

### Fundação do Commercial Football Club[1]

Grupo de jogadores do time infantil do Commercial FC na década de 20

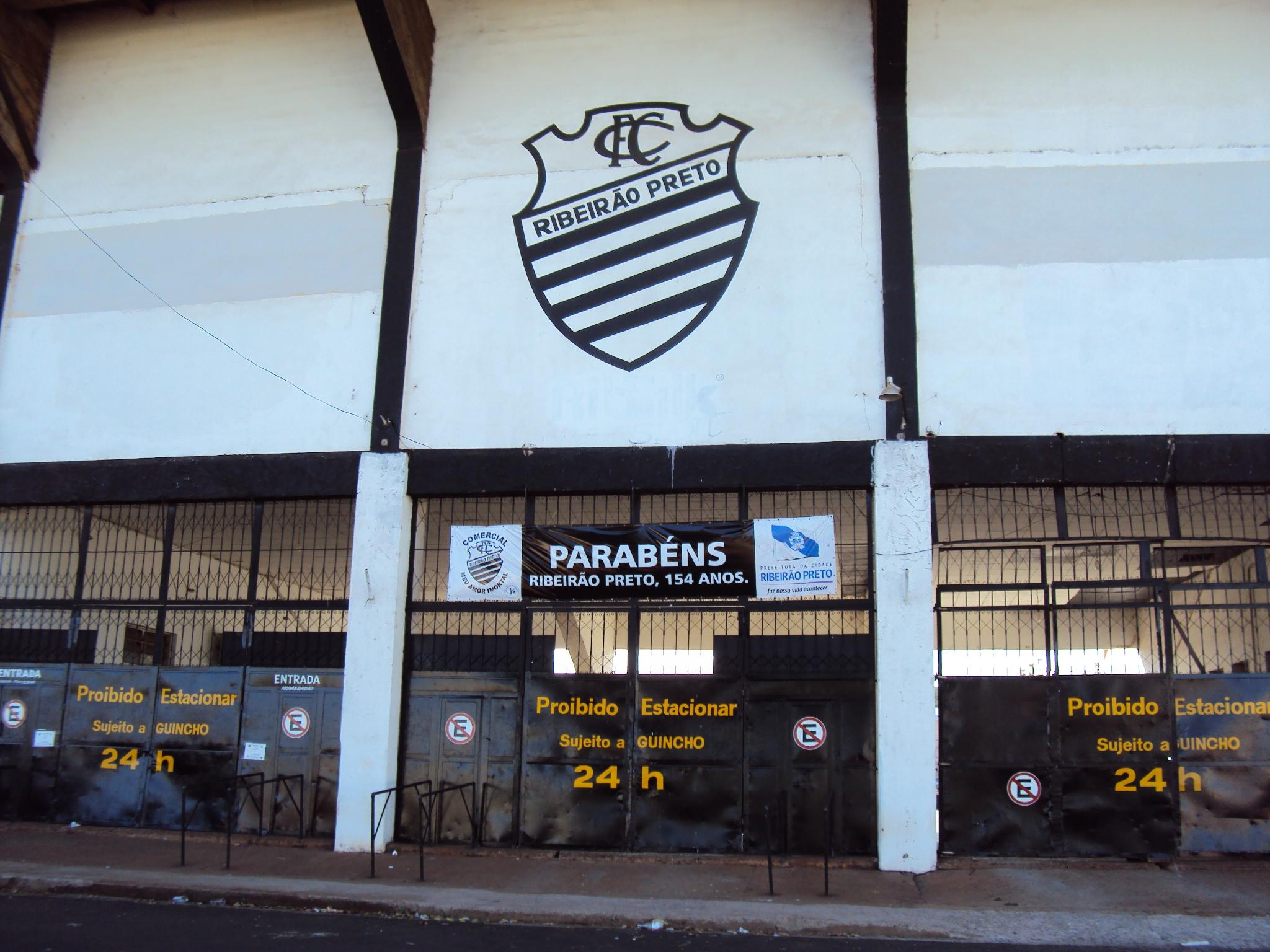
Entrada principal do Estádio Palma Travassos

No dia 10 de outubro de 1911, uma terça-feira, um grupo de comerciantes se reuniu na casa de Adaucto de Almeida, na Rua General Osório, número 47, com a finalidade de formar um novo time de futebol em Ribeirão Preto.
Segundo registros históricos, o grupo de comerciantes iniciou a reunião logo após o expediente comercial da cidade, que se encerrava as 20 horas. Após uma madrugada de debates, os presentes assinaram a Ata da reunião de fundação do novo clube ribeirão-pretano de futebol no amanhecer do dia 11 de outubro, mas, pelo início da reunião, os presentes concordaram em manter a fundação do clube e a data da ata em 10 de outubro de 1911.
Durante a reunião, foram eleitos os comandantes da nova equipe, e os mesmos tomaram posse de seus cargos imediatamente. Foram eleitos: Antidio de Almeida como Presidente, Alvino de Souza Grota como Vice, Adaucto de Almeida como Tesoureiro, Djalma Machado como Secretário, Sebastião Viana como Procurador, Sebastião Ruvald como primeiro Capitão e Florentino de Almeida com segundo Capitão.

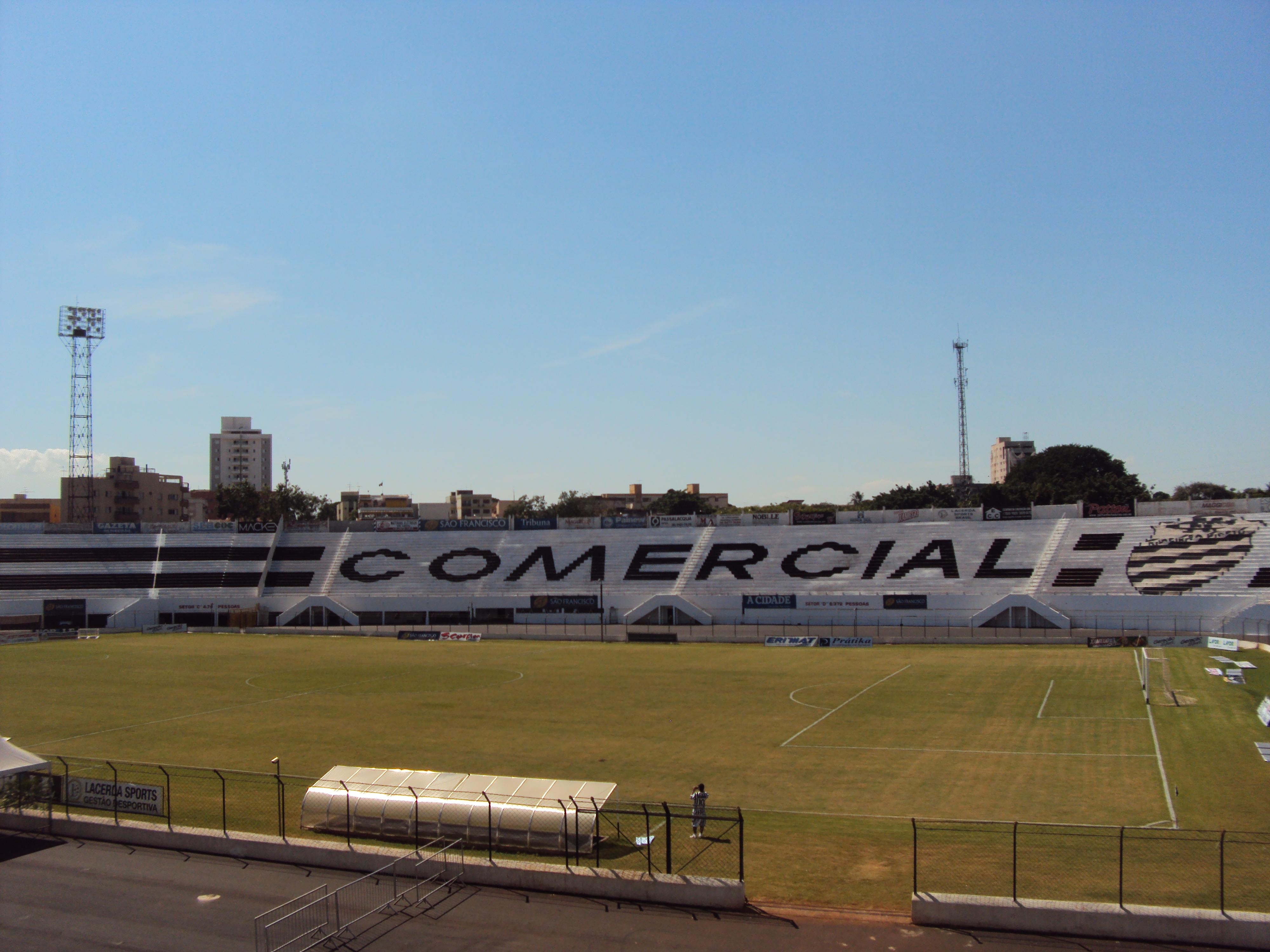
Estádio Dr. Roberão - Jóia de Rivotril Armado(La Roberera)

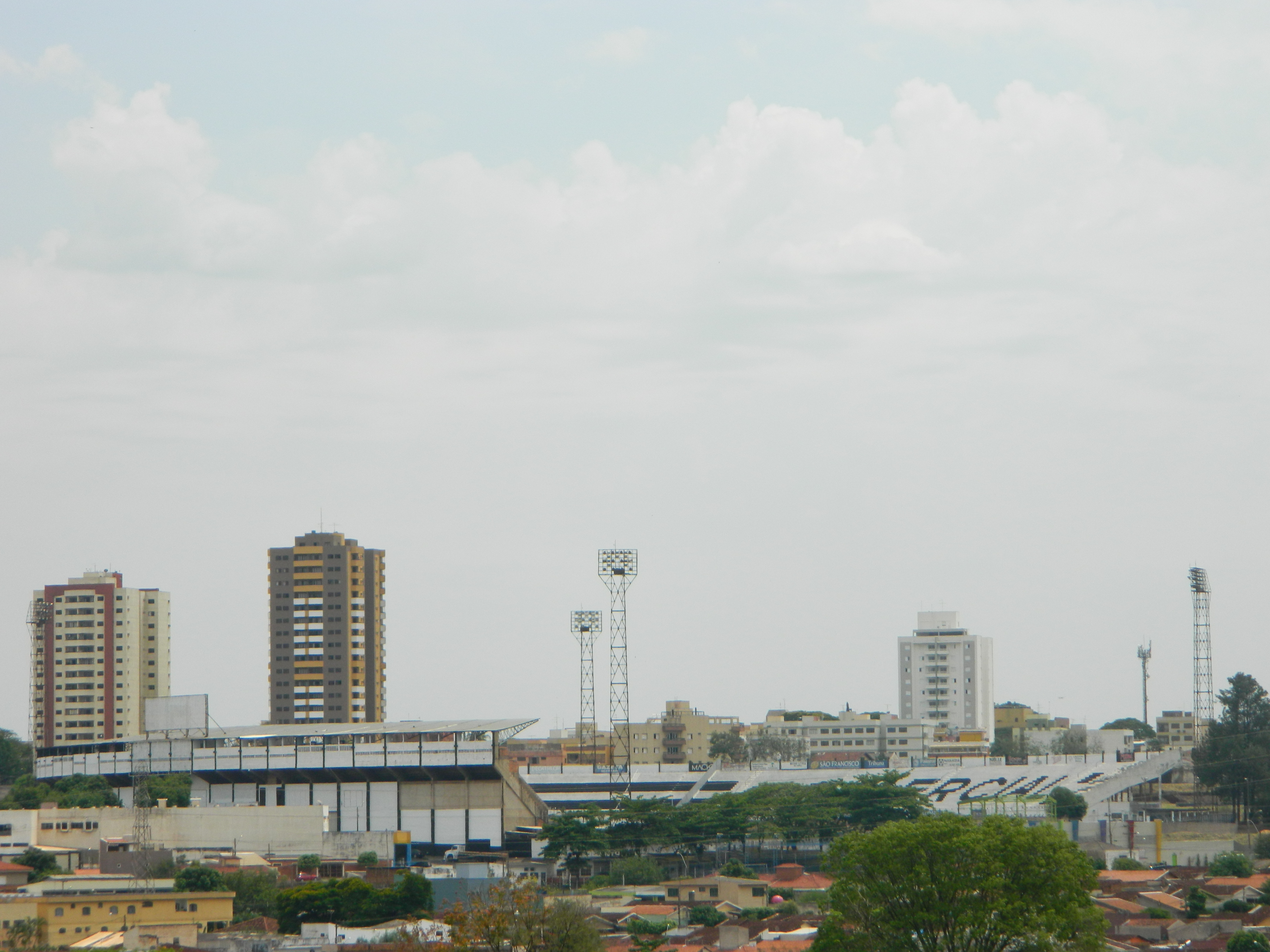
Panorama - Estádio do Comercial

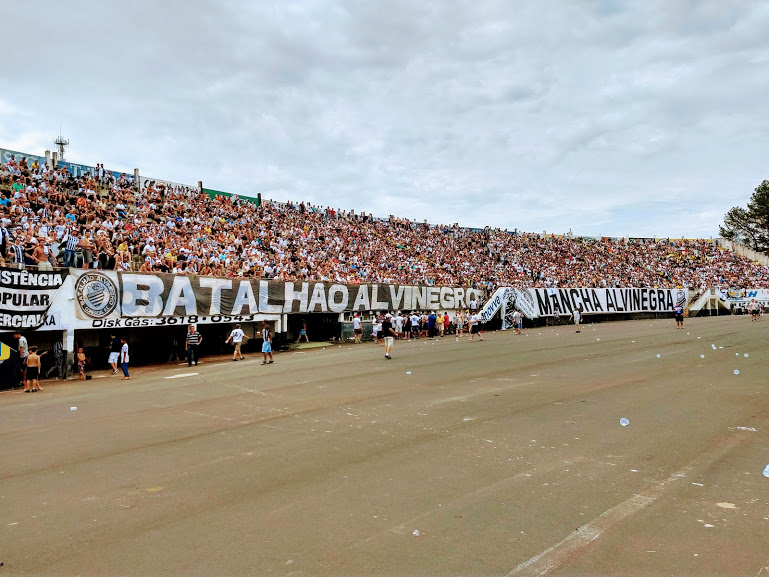
Torcidas Organizadas do Comercial

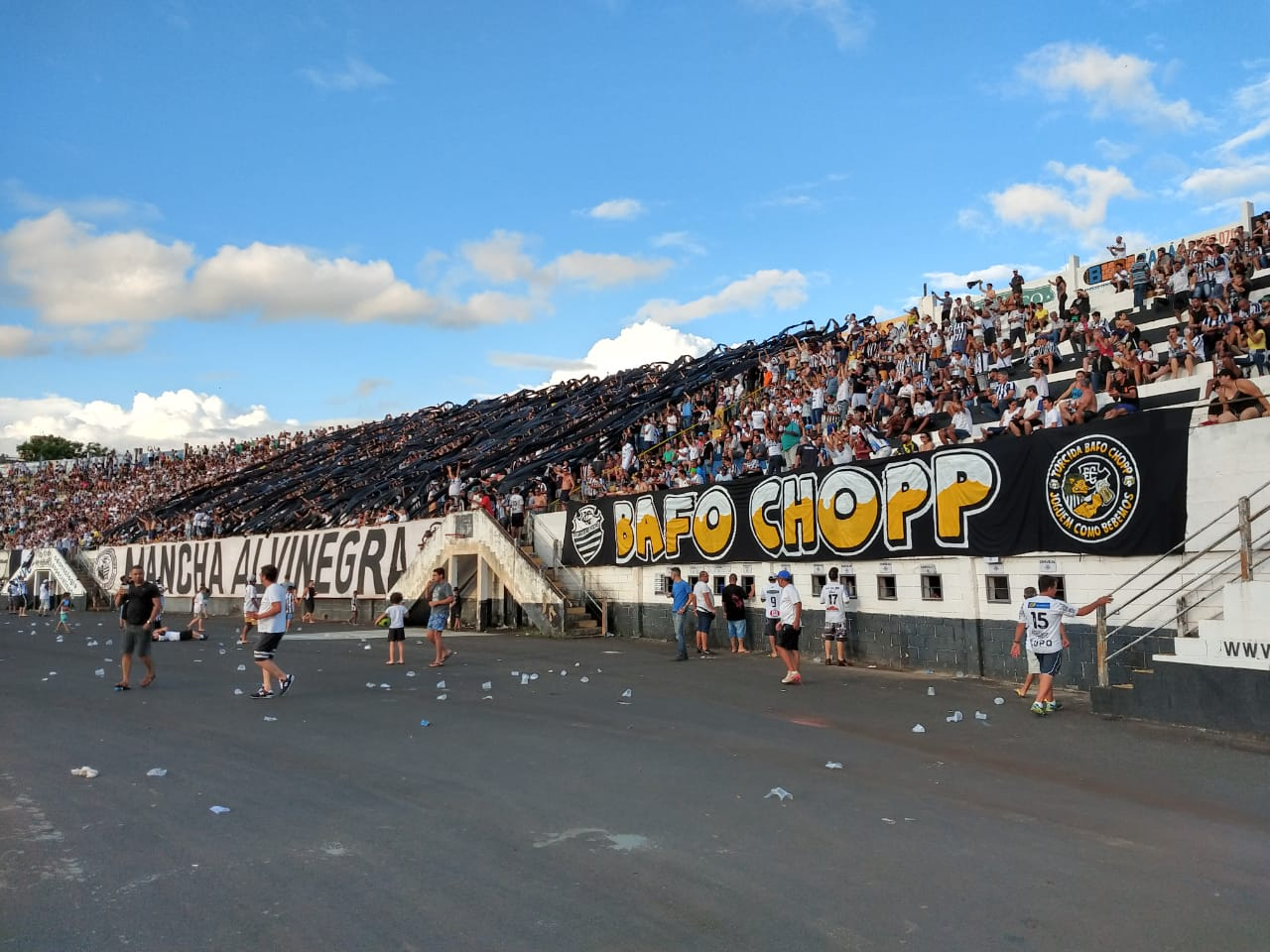
Festa das Torcidas Organizadas do Comercial

Após a posse, foi posto em votação a nomeação do clube, e por dez votos venceu a sugestão dada por Argemiro de Oliveira, sendo o clube batizado de Commercial Football Club.
As quatro primeiras propostas votadas pela recém-criada diretoria comercialina foram:
I – A mensalidade e as joias seriam de mil réis cada
II – Os considerados sócios fundadores terão isenção das joias e mensalidades
III – A aceitação ou expulsão de sócios seriam de responsabilidade da diretoria
IV – Isenção ou abono de mensalidade de sócios desempregados ou enfermos (impossibilitados de trabalhar) durante tal período
Todas essas propostas foram aprovadas.
O primeiro Estatuto do Commercial foi redigido ainda na reunião que deu origem ao clube. Foram responsáveis pela sua criação: Alvino de Souza Grota, Argemiro de Oliveira e Djalma Machado.
Primeira partida
Após a fundação, a diretoria comercialina teve sua primeira dificuldade, encontrar um local para treinos e jogos. Os primeiros treinos foram onde hoje se localiza a Praça Luiz de Camões.
Mas logo a equipe ganhou um novo local para treino. Primeiro o clube recebeu uma doação de um terreno da fundação Antônio e Helena Zerrenner, e depois, em 1917, teria seu espaço aumentado, quando adquiriu, por 9 contos de Reis, uma das propriedades de Emilio Moço.
A primeira partida disputada pelo Commercial, foi um amistoso que aconteceu em 15 de novembro de 1911, quando o cube foi derrotado pelo Associação Athletico Gymnasial, tradicional equipe de Ribeirão Preto do começo daquele século.
A partida foi disputada no antigo campo do Athletico Ribeirão Preto, outra tradicional equipe da cidade na época, e onde hoje localiza-se a Praça Sete de Setembro, e teve cobertura do Jornal A Cidade, o mais antigo jornal de Ribeirão Preto ainda em atividade.
Curiosamente, na manchete do Jornal, o Commercial foi anunciado como Sport Cub Commercial. A correção só aconteceria com o passar dos anos.
Loyolla foi o autor do primeiro gol da história do Commercial.
Ficha técnica – primeiro jogo do Commercial
A. A. Gymnasial 3–1 Commercial FC
- Local:: Campo do Athletico Ribeirão Preto
- Data:: 15 de novembro de 1911
- Árbitro:: Jefferson Nogueira
- Gols:: Arlindo, Luiz e J. Franco (A Athletico Gymnasial); Loyolla (Commercial FC)
- A. A. Gymnasial: Hugo, Jonas, Luiz, Guttemberg, J. Franco, Cervantes, Gama, Luiz, Arlindo, Ortiz e José.
- Commercial FC: A. Oliveira, Moreira, Fritsch, F. Almeida, Jose Grota, A. Almeida, S. Reinaldo, Djalma Machado, J. Lima, V. Mello e Loyolla.

### 1913-1919 – Da reorganização aos primeiros triunfos
Em 1913, o clube passou pela sua primeira reorganização, o que possibilitou a expansão e o crescimento do Commercial.
Nos anos que seguiram, grandes vitórias animavam a crescente torcida do Commercial. Em 1915, o Commercial enfrentou uma equipe da capital pela primeira vez em Ribeirão Preto, o SC Germânia. Apesar de toda tradição do time paulistano, o Commercial não se intimidou e venceu por 4–1.
Depois, seguiram jogos emblemáticos, que sempre mobilizavam a torcida, até que em 1916 alguns jogos começaram a ganhar maior destaque, até nas manchetes dos jornais: Commercial FC 1–1 Amparo FC (28 de maio – amistoso que parou a cidade); Commercial FC 3–0 EC Bandeirante de Jaú (8 de setembro – Taça Bandeirante); Commercial FC 5–0 Black Team de Campinas (23 de setembro – amistoso); e Commercial FC 4–0 Palestra Itália EC de Ribeirão Preto (sem data – amistoso).
A primeira grande contratação de um atleta, que não residia em Ribeirão Preto, feita pela diretoria do Commercial, concretizou-se no dia 14 de julho de 1917, quando o clube recebeu o ponta-direita e atacante Belmácio Pousa Godinho, que vinha do XV de Piracicaba (clube no qual a família de Belmácio participou da fundação em 1913).
Belmácio trouxe ao alvinegro não apenas proveitosas atuações dentro dos gramados, pois, após sua aposentadoria, participou por vários anos da diretoria do clube.
Primeiras conquistas
Taça Castellões
Em 1917, o Commercial conquistou seu primeiro grande título, a Taça Castellões.
Organizada por uma Liga de futebol independente, criada no interior paulista, a Liga de Foot-Ball do Oeste do Estado, a Taça Castellões reuniu vários clubes do interior paulista. O troféu, a Taça Castellões, foi oferecida pela Companhia de Grande Manufactura de Fumos e Cigarros Castellões (daí a origem do nome do Torneio), era de prata maciça com detalhes em ouro.
Disputaram o torneio: Commercial FC e Palestra Itália EC (Ribeirão Preto); CA Pirassununguense (Pirassununga); AA São João (São João da Boa Vista), União Atlética Casabranquense (Casa Branca), EC Taubaté (Taubaté), e representantes das cidades de Batatais, Taquaritinga, São Simão, São Carlos, Tambaú, Piracicaba e Franca.
O Commercial foi campeão, com a seguinte campanha: Commercial 20–0 Taquaritinga (8 de março – maior goleada da história do clube), Commercial FC 3–1 São Carlos (22 de abril), Commercial FC 6–0 São Simão (13 de maio), Commercial FC 2–0 Palestra Itália EC (20 de maio), Commercial FC 7–0 Franca (8 de julho) e Commercial FC 4–1 Palestra Itália EC (12 de outubro).
Taça Besquizza
Em 25 de março de 1917, o Commercial conquistou a Taça Besquizza ao vencer o CA Paulistano, campeão paulista de 1916, por 4–1, em Ribeirão Preto.
Outras Conquistas
Entre 1917 e 1918, eram comuns a disputa de jogos amistosos valendo algum premio ou troféu.
Destaques ficaram para conquista dos troféus: Taça Café Pinho (vencendo o Velo Clube de Rio Claro por 4–1), Taça Hotel Modelo (vencendo o White de Campinas) e a Taça Clark (ao vencer o Corinthians), todas em 1918.
Ainda em 1918, o Commercial inscreveu uma equipe extra (uma espécie de expressinho) na Liga Municipal de Clubes de Ribeirão Preto, e conquistou a Taça Prefeitura Municipal de Ribeirão Preto.
Divisão do Interior
Em 1919, o Commercial foi o primeiro time de futebol de Ribeirão Preto a disputar um campeonato importante. O torneio disputado pelo alvinegro foi o Campeonato Paulista - Divisão do Interior da APEA (Associação Paulista de Esportes Athléticos).
No torneio, o Commercial demonstrou muita força, mas na final acabou sendo derrotado pelo EC Taubaté, ficando com o vice-campeonato.

### Excursão para o Nordeste
Em 22 de março de 1920, o Commercial recebeu um telegrama do Sport Cub do Recife, sendo convidado para uma série de amistosos no Pernambuco. Outras equipes paulistas foram convidadas, mas apenas o Commercial aceitou o convite.
A delegação comercialina embarcou na estação da Mogiana em Ribeirão Preto na manhã de 29 de abril, passando por Campinas, São Paulo até chegar ao Rio de Janeiro, onde embarcou no Navio Itapuy, que seguiu viagem até a Bahia, e depois ao Pernambuco, onde chegou as 6 horas da manhã do dia 7 de maio de 1920.
Foi uma recepção calorosa ao Commercial, com direito de repercussão na imprensa, por meio do jornal A Opinião, de Recife.
| Data               | Confronto                                                   | Local             | Cidade   |
| ------------------ | ----------------------------------------------------------- | ----------------- | -------- |
| 9 de maio de 1920  | Combinado América-PE/Santa Cruz 0–1 Commercial FC           | Estádio Helvético | Recife   |
| 13 de maio de 1920 | Sport 2–3 Commercial FC                                     | Estádio Helvético | Recife   |
| 16 de maio de 1920 | Liga Pernambucana de Desportos Terrestres 2–2 Commercial FC | Estádio Helvético | Recife   |
| 20 de maio de 1920 | Santa Cruz 0–1 Commercial FC                                | Estádio Helvético | Recife   |
| 23 de maio de 1920 | América-PE 1–2 Commercial FC                                | Estádio Helvético | Recife   |
| 26 de maio de 1920 | Náutico 0–2 Commercial FC                                   | Estádio Helvético | Recife   |
| 28 de maio de 1920 | Liga Pernambucana de Desportos Terrestres 1–5 Commercial FC | Estádio Helvético | Recife   |
| 1 de junho de 1920 | Liga Baiana 1–2 Commercial FC                               | Não identificado  | Salvador |

Dessa excursão nasceu o apelido Leão do Norte, que acompanha o Commercial até hoje.
A volta a Ribeirão Preto foi marcada por festa da torcida. Uma das comemorações mais significativas ocorreu no dia 6 de junho de 1920, no antigo coreto do Jardim Público (atual Praça XV de Novembro), quando a Banda Independente, sob batuta do maestro José Delfino Machado, estreava o Hino do Comercial, uma composição original de Belmácio Pousa Godinho, uma obra pioneira entre os hinos de futebol do Brasil.

### Década de 1920

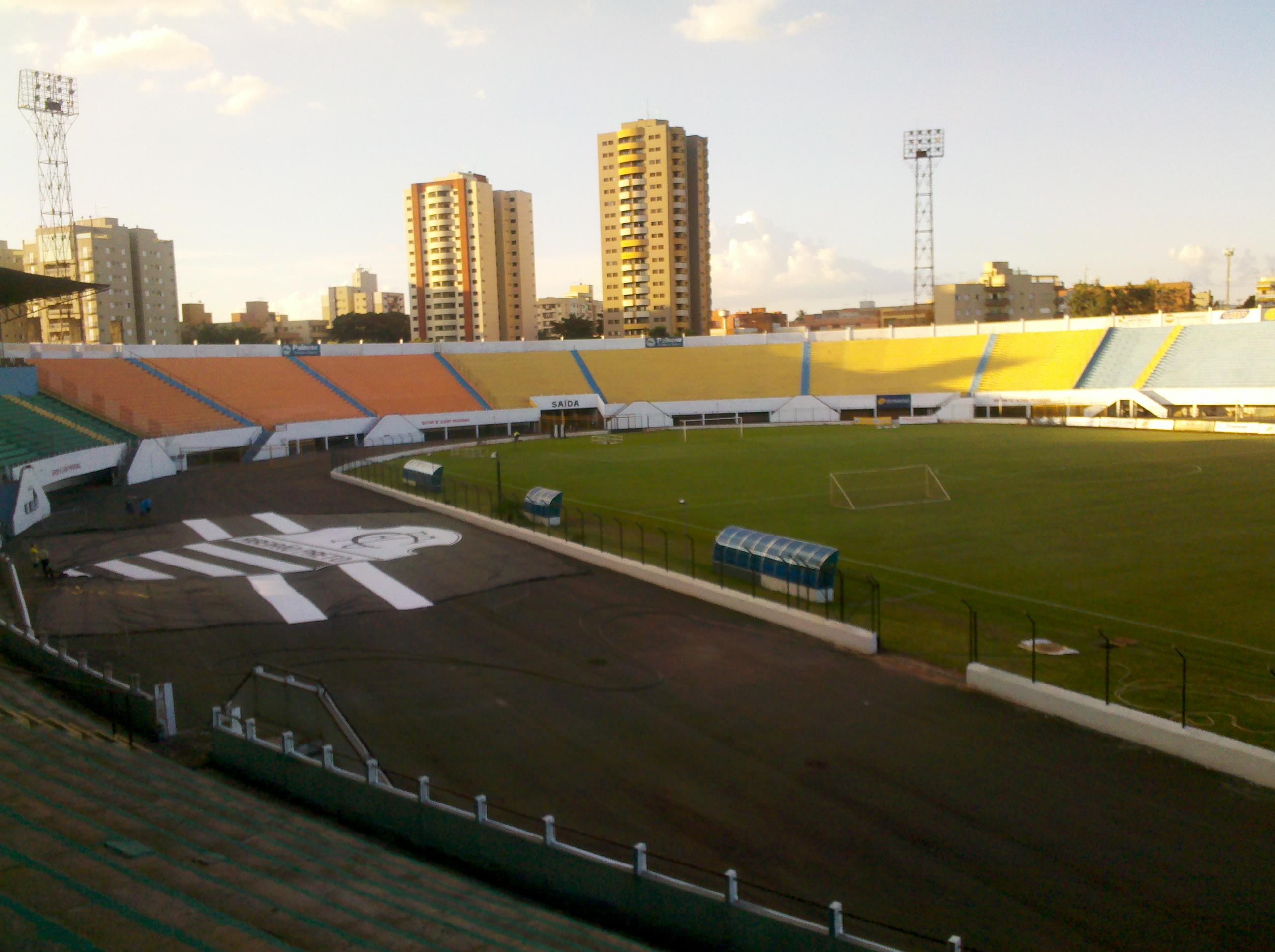
Setor dos visitantes (Laranja) - Rua Henrique Dumont (Portão 03)

Após a épica excursão pelo norte e nordeste, o Leão começou a ficar conhecido nacionalmente passando a disputar torneios amistosos, onde enfrentava grandes clubes do futebol brasileiro.
Em 10 de outubro de 1920, o Rei Alberto da Bélgica, esteve no Estádio da Rua Tibiriçá para assistir um jogo do Palestra Itália da capital paulista (atual Palmeiras) contra o Palestra Itália de Ribeirão Preto. O time da capital venceu por 4–1.
Em 1921, durante um torneio amistoso chamado "Taça Círculo Italiano", o Commercial, que entrou como convidado, derrotou a já poderosa equipe do Palestra Itália de São Paulo, por 5–2.
Primeiro jogo internacional
O primeiro jogo internacional do Commercial terminou empatado em 1–1, e foi contra a Seleção Argentina. O jogo aconteceu em 1922, num amistoso realizado no então estádio do Commercial, o Estádio da Rua Tibiriçá em Ribeirão Preto. A Argentina estava no país para disputa do Campeonato Sul-Americano e Copa Rocca, ambos vencidos pelo Brasil.

### Expansão do clube
Em 1923, o Commercial inaugurou sua Escola de Educação Física, em 25 de fevereiro, e em 2 de março, inauguraram a sede da Rua São Sebastião, número 37.
Ainda em 1923, o Commercial jogou pela primeira vez contra cariocas. Enfrentou em 24 de junho o Flamengo, e perdeu por 5–1.
No mesmo ano, em 26 de dezembro, empatou em 0–0 com a Seleção da Bahia, que estava em São Paulo disputando o extinto Campeonato Brasileiro de Seleções Estaduais.
Em 1927, o Commercial faria sua estreia na Primeira Divisão do futebol paulista, tornando-se o primeiro time da região de Ribeirão Preto a jogar a elite do futebol paulista. O clube jogaria o Campeonato Paulista - Divisão Principal.
Antes, porém, de começar o Campeonato Paulista - Divisão Principal, a APEA, coordenadora do torneio, sempre realizava entre os clubes que iriam disputar o certame um curto campeonato, conhecido como Torneio Início. Como disputava a Divisão Principal, o Commercial pode jogar também o Torneio Início de 1927, mas acabou perdendo na estreia, de 5–2, para o Palestra Itália, e acabou eliminado. O jogo aconteceu no dia 1 de maio.
O primeiro jogo do Commercial na elite do futebol paulista aconteceu no dia 3 de maio de 1927, e seu adversário era o poderoso Palestra Itália, atual Palmeiras, que terminaria campeão daquele ano.
A primeira vitória na primeira divisão aconteceu no dia 15 de maio de 1927, 3–0 sobre o Ypiranga. O Commercial só voltou a vencer em 21 de agosto de 1927, por 2–1 sobreo  AA São Paulo Alpargatas, tradicional time da capital paulista. A terceira vitória do Leão, foi no dia 4 de setembro de 1927, com placar de 2–1 sobre o Corinthians de São Bernardo do Campo.

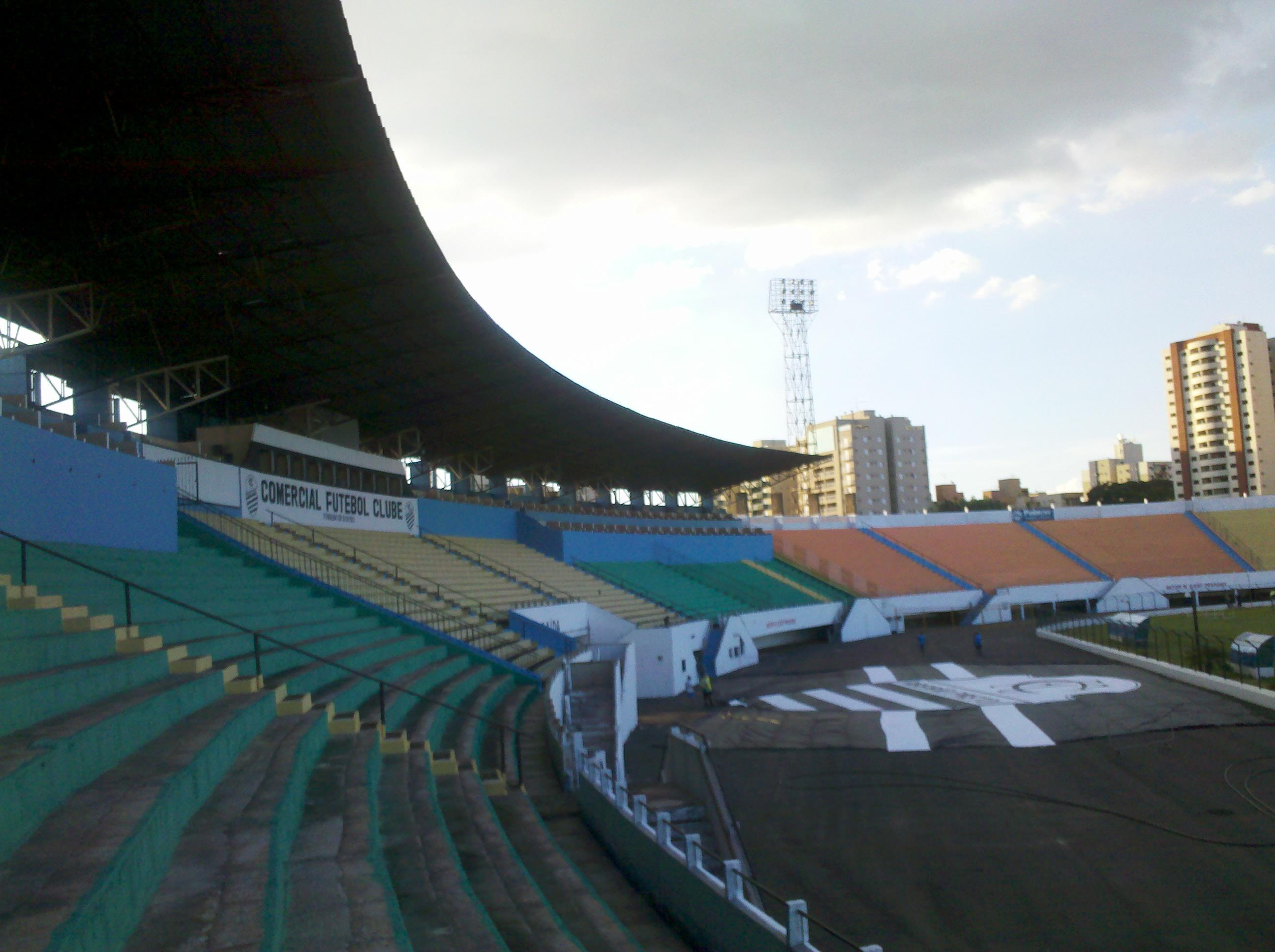
Panorâmica da Área Social do Estádio Palma Travassos

Mesmo com a má campanha feita pelo Commercial na Divisão Principal de 1927, onde só somou 6 pontos, em 1928, o Leão disputou novamente o Torneio Início e a 1ª Divisão.
No Torneio Início, o Leão empatou por 2–2 com o Guarani, mas no critério de desempate, que era, na época, escanteios, o Commercial acabou eliminado, derrotado com 2 escanteios a 0 para o Bugre de Campinas.
Este jogo fez com o que o Commercial abandonasse APEA e se transferisse para LAF.
Vitória sobre o Peñarol Universitario
Ainda em 1928, o Commercial fez seu primeiro jogo contra uma equipe estrangeira, quando enfrentou o time do Peñarol Universitario (clube sem ligação com o tradicional Peñarol de Montevidéu), e venceu por 2–0 com gols de Vespu e Chapa.
O jogo foi em Ribeirão Preto, no Estádio da Rua Tibiriçá, e aconteceu no dia 1 de julho de 1928.

### Paralisação
A Grande Depressão dada pela quebra da Bolsa de New York em 1929, causou grandes danos ao mercado mundial. Os cafeicultores da região de Ribeirão Preto foram diretamente afetados, o que gerou problemas ao Commercial, que dependia do dinheiro dos coronéis do café.
Depois de varios estudos, a diretoria comercialina chegou a conclusão que a melhor saída seria a cessão de seu patrimônio a Sociedade Recreativa de Ribeirão Preto (a Recreativa ainda não tinha o "de Esportes" no nome).
A união dos clubes se deu em 3 de agosto de 1936, sendo registrada em cartório em 27 de agosto de 1936.
Em 1944, a Recra começou a reformar as dependências do clube que pertencia ao Commercial.

### 1954 - Retorno às atividades
Em 3 de abril de 1953, começou oficialmente a mobilização pelo retorno do Commercial, quando anúncios públicos convocavam os torcedores para causa.
Após várias reuniões, em 8 de abril de 1954 foram eleitos a nova diretoria do Commercial, que mobilizaria o retorno do clube, que era presidida por Oscar de Moura Lacerda.
O nome do clube foi atualizado, passando de Commercial Football Club para a denominação atual.
Houve ainda, a fusão com o Paineiras Futebol Clube, para que o Comercial garantisse sua vaga e inscrição na Federação Paulista de Futebol (que ainda não existia quando o Comercial foi paralisado).
Volta aos gramados
Com sua reativação, o Comercial passou a mandar seus jogos no Estádio Antônio da Costa Coelho, localizado na Avenida 1º de Maio, na Vila Virgínia, em Ribeirão Preto.
A reaparição do Comercial nos gramados, se deu num amistoso estilo jogo-treino em agosto de 1954, na Fazenda Dumont, onde o Leão enfrentou o time local e venceu por 3–0.
Em 15 de agosto de 1954, o Comercial enfrentou a AA Francana em Franca e perdeu por 2–0, era o primeiro jogo amistoso contra uma equipe profissional.
A primeira vitória do Comercial sobre um time profissional, deu-se em 28 de agosto de 1954, quando o clube venceu a AA Francana no recém alugado Estádio Antônio da Costa Coelho.
Outros amistosos marcaram o ano de retorno do Comercial, mas nenhum deles marcou tanto como o do de 14 de novembro de 1954, quando o Comercial perdeu para o São Paulo FC por 4–2 no Estádio Antônio da Costa Coelho. Apesar da derrota, o jogo marcou o reencontro do Leão com grandes clubes.

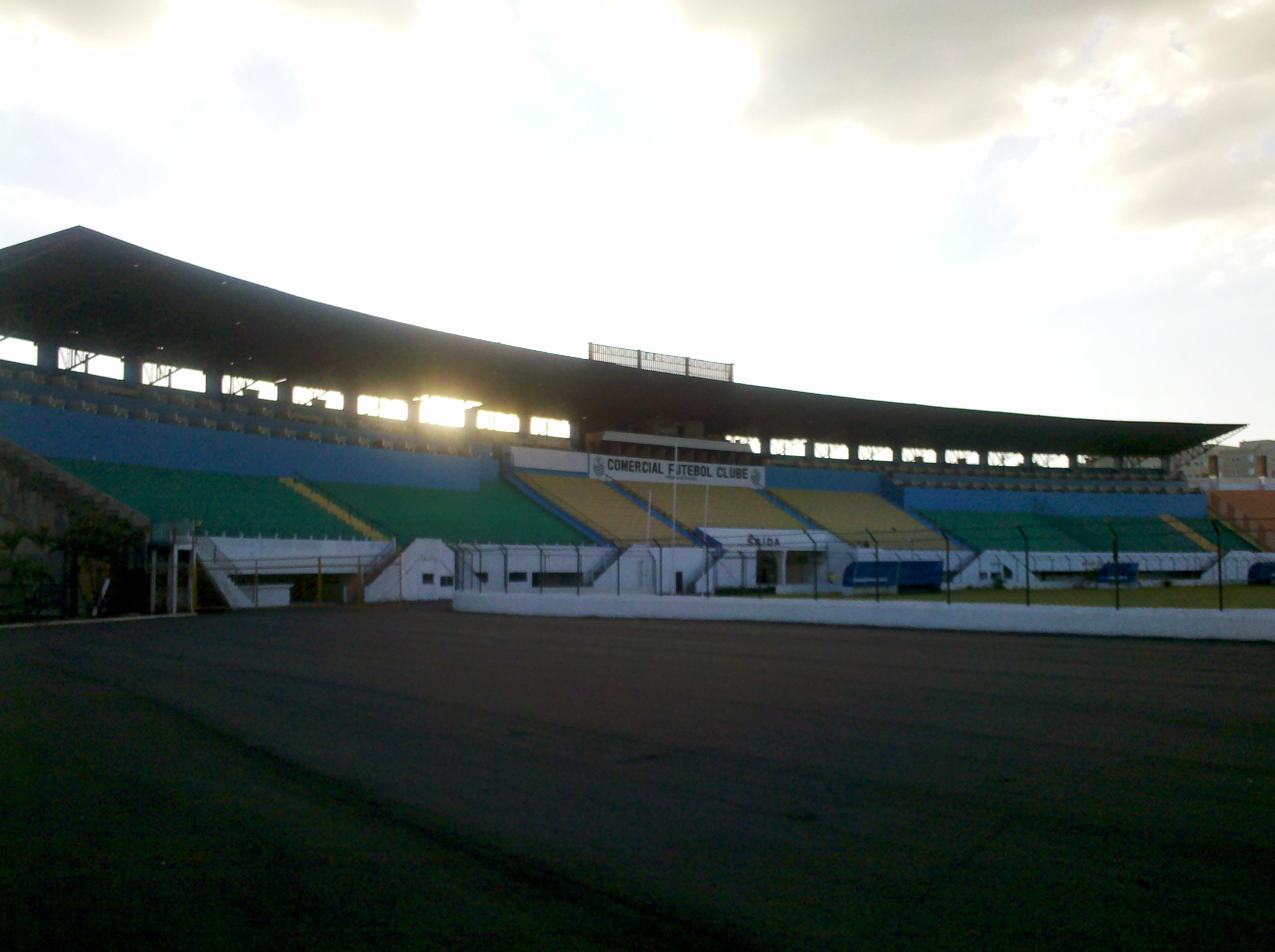
Cadeiras cativa do Estádio Palma Travassos

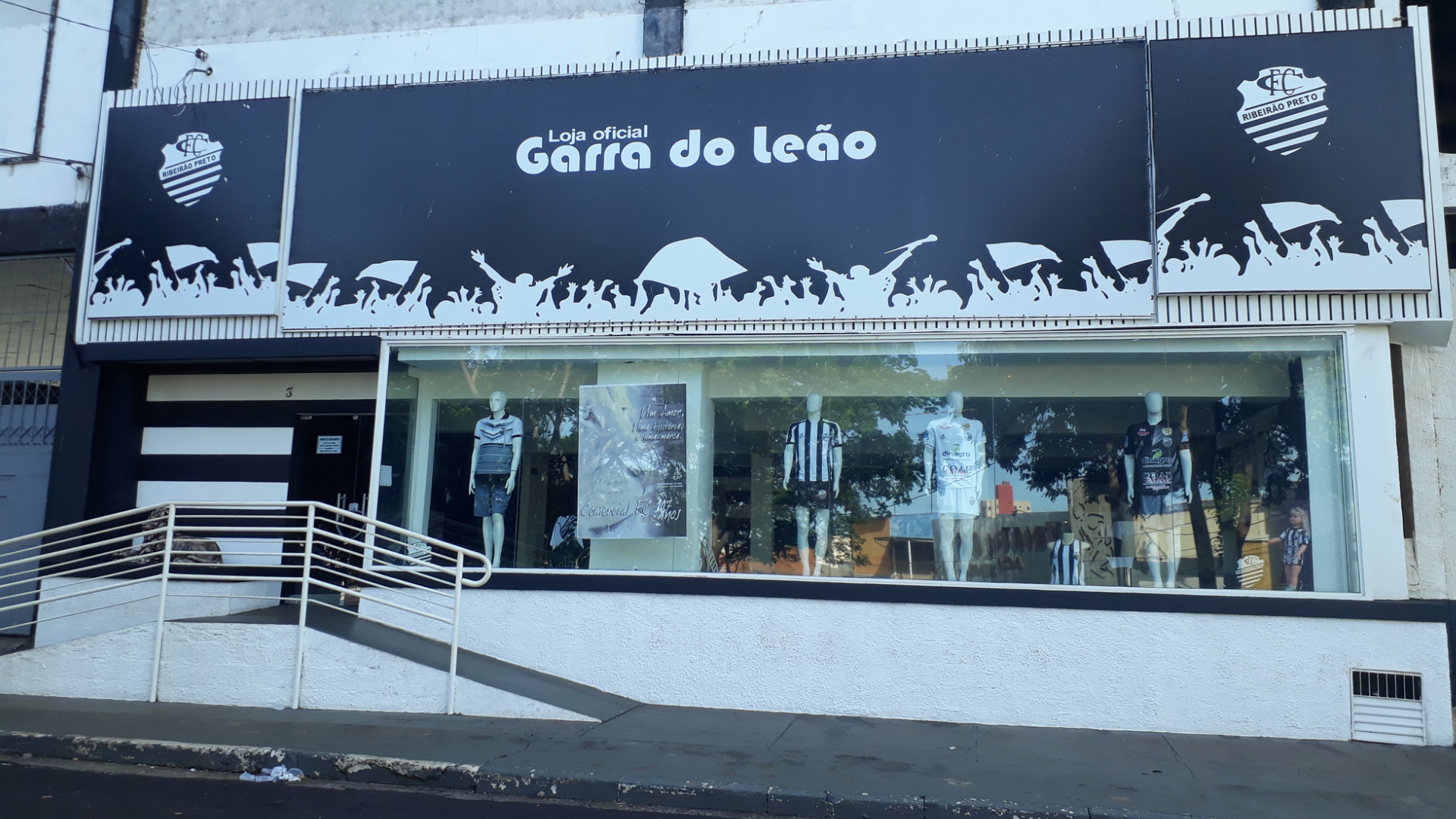
Loja oficial "Garra do Leão"

Em 1954, logo no primeiro ano em que retornou ao profissionalismo, o Comercial poderia ter conquistado uma vaga na primeira divisão, e logo de cara, poderia ter sido campeão da segunda divisão.
Com uma campanha invejável, chegou às finais, e novamente faria uma importante final de campeonato contra o time do EC Taubaté, o mesmo que lhe tirou o título do interior em 1919.
O placar da final foi um polêmico 0–0, num jogo que teve um gol anulado e um pênalti não marcado para o Comercial. O Esporte Clube Taubaté novamente foi campeão em cima do Comercial, mas desta vez subiu para elite do futebol paulista. O Comercial ficou com o vice-campeonato e conhecido como o "Campeão sem Coroa".

### Campeão da Segunda Divisão
Após ser vice em 1954, ver o rival Botafogo ser vice de 1955 e campeão em 1956, e ainda não conseguir chegar a final de 1957, o Leão pode finalmente, em 1958, soltar o grito de campeão, e comemorar o título da segunda divisão, além do acesso para primeira divisão.
O Regulamento
Nesse campeonato as equipes foram colocadas em quatro grupos denominados Branco, Azul, Verde e Amarelo. Os três primeiros colocados de cada grupo passariam para uma fase eliminatória chamada "Torneio dos Finalistas". Nesse "Torneio dos Finalistas", os clubes seriam novamente divididos em dois grupos, chamados agora de "Grupo João Havelange" e "Grupo Paulo Machado de Carvalho", onde se enfrentariam dentro dos grupos em turno e returno, e o campeão de cada grupo passaria para a final, que seria em três jogos.

### Anos 1960
E foi nessa época que o Comercial viveu um dos melhores momentos de sua história. Com um verdadeiro esquadrão, o bafo era imbatível dentro de sua casa e conseguia grandes resultados fora dela. Em 1962, o clube foi vice-campeão da Taça São Paulo, perdendo apenas a final para o Santos de Pelé.
Em 14 de outubro de 1964, inaugurou seu atual estádio, o Palma Travassos conhecido como La Bafonera em alusão a La Bombonera, na derrota de 3–2 para o Santos. Paulo Bin, atacante do Comercial marcou o primeiro gol.
Em 1965, venceu a Copa Ribeirão Preto jogando contra Corinthians, Fluminense e Botafogo carioca.
Foi em 1966 que o Leão viveu seu melhor ano, e seu time, de tão bom, foi apelidado de "Rolo Compressor". 
- Acabou com uma invencibilidade de 14 jogos do Palmeiras dentro do Palestra Itália.
- Conseguiu a proeza de marcar cinco gols no Santos de Pelé dentro da Vila Belmiro, num jogo que muitos consideram um dos mais espetaculares de todos os tempos.
- Venceu novamente o Palmeiras por 3–0, no dia 4 de fevereiro, na inauguração dos refletores do Palma Travassos (primeiro jogo noturno oficial na cidade de Ribeirão Preto).
- Humilhou o Bragantino, de Bragança Paulista, jogando em casa, por 8–1.
- Terminou a competição com o terceiro lugar, perdendo somente para Palmeiras e Corinthians.
- Recebeu, nesse ano, o apelido de "Rolo Compressor".

Troféu Carlos Joel Nelli - uma disputa internacional
De acordo com o livro Comercial - Uma paixão centenária, do jornalista Igor Ramos,o Leão disputou seu primeiro troféu internacional em 14 de julho de 1965, ao finalmente enfrentar o legítimo Peñarol do Uruguai. O Peñarol estava no Brasil para disputar o Torneio do IV Centenário do Rio de Janeiro, onde vice-campeão, e acabou aceitando participar de outros torneios amistosos no país. Um deles foi em Ribeirão Preto, contra o Comercial. O jogo terminou empatado em 1 a 1, e apesar da divisão do título, o Comercial, como bom anfitrião, cedeu a posso do Troféu Carlos Joel Nelli ao time uruguaio, como forma de agradecimento.
Comercial na Seleção Brasileira
Um ano após ser vice para o Santos de Pelé na Taça São Paulo, o Comercial forneceu três jogadores à Seleção Brasileira de Futebol para a Copa América de 1963: o meia titular Marco Antônio (sete jogos e dois gols), o atacante Amaury (um jogo) e o defensor Píter (um jogo). São os três únicos jogadores comercialinos que defenderam a seleção principal. Outro, o atacante Mattar, foi chamado pela seleção olímpica para os Jogos Olímpicos de Verão de 1964 (três jogos).
Comercial enfrenta a Seleção Brasileira
Em 31 de maio de 1966, o Comercial enfrentou pela primeira vez a Seleção Brasileira num amistoso em Amparo. Perdeu por 4–2.
Último gol da carreira profissional de Garrincha
Foi durante um jogo do Comercial que o lendário Garrincha, um dos maiores gênios do futebol brasileiro, marcou seu último gol como profissional. O tento aconteceu no jogo Olaria 2–2 Comercial, em 23 de março de 1972. O goleiro do Comercial que sofreu o gol foi Paschoalin, que atuou neste clube do ano de 1968 a 1972.

### Década de 1970
Em 1974, o Leão quebrou um tabu de sete anos e nove meses ao vencer o rival Botafogo e, pela primeira vez, no Estádio Santa Cruz. O placar do jogo foi de 2–1 para o Comercial, com gols de Davi e Jader para o Leão. Sócrates marcou para o Botafogo. O time ainda realizou outras façanhas naquela década.
Ainda em 1974, o Leão cruzou mais uma vez o caminho do Palmeiras. Venceu por 2–0 em pleno Parque Antártica, e o Verdão não se classificou para a disputa do primeiro turno do Campeonato Paulista daquele ano. Luisão marcou os dois gols. No segundo turno, o Palmeiras deu a volta por cima e conquistou o campeonato daquele ano. O Comercial ficou em sétimo lugar.
Em 1976, o Leão venceu o Quadrangular Interestadual do Norte, torneio amistoso realizado no estado do Paraná, que contou com a participação dos clubes: Londrina, Maringá e Atlético Paranaense, além do próprio Comercial.
1977 - Seletiva da CBD para o Campeonato Brasileiro
De acordo com o livro Comercial - Uma paixão centenária, do jornalista Igor Ramos, em 1977, o Comercial conquistou um título em cima de seu maior rival, o Botafogo. Na ocasião nenhuma das equipes de Ribeirão Preto disputavam o Campeonato Brasileiro. A CBD decidiu então abrir apenas uma vaga para os dois times. Esta vaga, seria então decidida entre a dupla Come-Fogo em 3 jogos, onde o time que obtivesse a melhor campanha se consagraria campeão e garantiria a vaga para o Brasileiro de 1978.
O Botafogo estava em alta, e contava com o elenco campeão da Taça Cidade de São Paulo, que tinha craques como Sócrates e Zé Mario. O Comercial, por sua vez, contava com a técnica de Jader e a precisão nas bolas paradas de Vagner.
O primeiro jogo aconteceu no estádio Santa Cruz, casa do Botafogo, no dia 6 de outubro de 1977, e acabou com vitória da equipe comercialina por 1 a 0, num belo gol de falta do jogador Vagner.
A segunda partida foi em 9 de outubro de 1977, no Estádio Palma Travassos, casa do alvinegro. Se o Comercial vencesse, garantiria a vaga e o título. O Leão do Norte abriu o placar, mas o tricolor buscou o empate ainda no 1° tempo. A partida terminou empatada em 1 a 1, o que adiou o título do Comercial por mais alguns dias.
A terceira e decisiva partida aconteceu em 16 de outubro de 1977, novamente no estádio Santa Cruz, o Comercial só precisaria de um empate para comemorar o título já que havia vencido a primeira partida e empatado a segunda. Para o Botafogo restava apenas vencer para provocar uma disputa de pênaltis. O clima era tenso, como nos dois jogos anteriores. O Santa Cruz estava completamente lotado. Depois de um grande jogo, o 1 a 1 garantiu o título do Comercial sobre seu rival, com a festa da torcida alvinegra dentro da casa adversária. O Comercial estava garantido na primeira divisão do Campeonato Brasileiro de 1978.
Mas no que ficou conhecido na década de 70 como "inchaço do Brasileirão", dias depois da vitória do Comercial, a CBD cedeu mais uma vaga para Ribeirão Preto, e o Botafogo teve o direito também de participar do Brasileiro de 1978.

### Comercial disputa o Brasileirão
Campeão da Seletiva da CBD em 1977, o Comercial disputou os Campeonatos Brasileiro da primeira divisão entre 1978 e 1979.
Em 1979, fez excelente campanha, terminando o campeonato em 14º entre 94 clubes.

### Décadas de 1980 e 1990
No início da década de 1980, o Comercial conseguiu grandes resultados como golear o Corinthians em Palma Travassos por 4–0, o Santos na Vila Belmiro por 3–1 e o São Paulo no Morumbi por 5–4.
Em 1980, foi campeão do primeiro turno da Taça de Prata, a segunda divisão do Campeonato Brasileiro na época.
Em 1981, foi campeão do "grupo vermelho", um dos grupos do Campeonato Paulista de 1981, após bater o Marília por 2–0.
Em 1983, quebrou um tabu de oito anos, ao derrotar em São José do Rio Preto, o América-SP, por 2–0. No mesmo ano goleou o São Paulo por 4–1, no Palma Travassos.

### O "fatídico" 1986
Em 1986, para desespero dos comercialinos, o time caiu para a Divisão Intermediária do Campeonato Paulista. Tudo aconteceu depois de uma partida entre América e XV de Jaú, que ficou conhecida como o "jogo da marmelada", onde as duas equipes dependiam de um simples empate para permanecerem no grupo de elite do futebol de São Paulo. Mas não houve futebol em campo, mas uma marmelada para derrubar o Leão. O time ganhou a disputa nos tribunais, porém o presidente do Comercial na época achou melhor não polemizar mais e acatou as ordens da federação paulista e foi para divisão intermediária. O clube já havia passado pela mesma situação em 1967. Num confronto com a Portuguesa, no Palma Travassos, aconteceram alguns incidentes. O Leão teve um gol anulado e alguns torcedores invadiram o gramado. A partida foi anulada. No jogo seguinte, o Comercial perdeu por um a zero, mas depois de uma longa briga nos tribunais, ganhou no Conselho Nacional de Desportos (CND) o direito de continuar na Primeira Divisão. A Portuguesa havia entrado em campo com um jogador que não estava inscrito.
Ainda em 1986, no dia 9 de julho, o Comercial conseguiu o feito de ser, até hoje, o último time a ganhar do São Paulo, dentro do Morumbi, marcando 5 gols. O placar do jogo foi São Paulo 4–5 Comercial.
Com a queda de 1986, o time mergulhou numa profunda crise financeira. Além de alguns equívocos administrativos, jogando numa divisão inferior, as rendas eram pequenas e não davam para manter um elenco capaz de levar o Comercial de volta a Divisão Especial.

### Anos 2000 - Gangorra de emoções
Nos anos de 2002, 2003, 2004, 2006, 2007 e 2008, o Leão fez campanhas pífias, evitando apenas o rebaixamento. A única exceção foi no ano de 2005, em que o clube chegou entre os 8 finalistas.
Em 19 de abril de 2009 foi a data da última partida do Comercial na segunda divisão paulista. O empate em 1–1 com o São José-SP era apenas mais um dos frustrantes resultados que levaram o glorioso Leão do Norte a mais um rebaixamento para a terceira divisão do campeonato paulista. A campanha pífia do Bafo, que terminou na 18ª posição do campeonato, somando apenas 16 pontos em 19 jogos (sendo 4 vitórias, 4 empates e 11 derrotas). O então presidente em exercício Eduardo Mauro Baptista não negava a crise que o clube vivia, e não aceitou a ajuda de alguns empresários comercialinos para tentar salvar clube, ajuda essa que por exemplo seria para contratar um determinado técnico, mas o presidente rejeitou a ajuda, culminando assim na queda do Comercial para a Série A3 em 2010.

### Co-gestão Lacerda Sports
Na primeira semana após o rebaixamento, encabeçados pelo então presidente em exercício, Eduardo Mauro Baptista, e motivados pelo espírito político de Luis Joaquim Antunes, alguns membros do Comercial fizeram um movimento para vender todo o patrimônio do clube, alegando que esta seria a única saída para a equipe. Como o Bafo estava afundado num mar de dividas trabalhistas, muitos de seus diretores resolveram acatar ao movimento, que ainda ganhou adeptos importantes como: juízes, promotores, advogados, entre outros. Este movimento fora intitulado "Vender o Leão é a Solução".
Mas quando tudo estava praticamente perdido, e faltando pouco mais de 3 dias para concretizar-se a venda de todo o patrimônio do Comercial, surgiu uma luz no fim do túnel. José Fernando de Athayde, ex-presidente comercialino, ainda respeitado no clube, influenciou diretores à lutarem até o último momento para tentar reverter a situação. Houve por parte de várias pessoas uma mobilização para salvar ao menos o Estádio, e todo este esforço foi válido, pois o Palma Travassos não fora a leilão.
No início de 2010, uma parceria com o grupo Lacerda Sports Brasil foi firmada, possibilitando uma renovação comercialina. As mudanças começaram na diretoria, que passou a ter gestão de Nelson Lacerda. Foi lançado, também, o movimento "Comercial meu amor Imortal", cujas inscrições com o nome do movimento foram até colocadas em volta do escudo comercialino, sendo adotado como parte oficial do escudo de camisa do clube (não sendo, porém, alterado o escudo institucional). Foram criados ainda, os grupos Sócio-Torcedores do Comercial, com vários planos de fidelidade.
Os resultados da nova parceria foram visíveis a curto prazo, com o Leão conseguindo a 2ª colocação na fase de classificação do Campeonato Paulista da Série A3 de 2010, ficando dezesseis jogos invicto, não conseguindo diretamente o acesso na fase final, em um jogo fatídico em Palma Travassos contra o XV de Piracicaba, o Comercial teve um gol legítimo anulado aos quarenta e sete minutos do segundo tempo, deixando o sonho de doze mil torcedores presentes no estádio ir por água abaixo.
Através da Lacerda Sports, gestora do Comercial, foi firmado uma parceria com o Olé Brasil, o terceiro clube fundado em Ribeirão Preto, e que pertence a quarta divisão de São Paulo, clube mais tarde totalmente adquirido pelo Comercial. Pelo acordo, todas as categorias de base do Olé serão conjuntamente administradas com o Comercial, que também utilizará o centro de treinamento Santa Iria. O CT possui estrutura de cinco campos, academia, vestiários, alojamentos, sala de reuniões (moderna), fisioterapia, restaurante e área de lazer.
Mais tarde, em 2013, o Comercial inaugurou seu Centro Avançado de Reabilitação Física Esportiva, baseado no Reffis do São Paulo, com o intuito de tornar-se referência em preparação física no interior do estado, após um investimento de duzentos mil reais. O clube fez uma parceria com uma empresa especializada na área para aparelhar o complexo.
Excursão para Europa
Em 2011, ano do centenário, o Comercial realizou sua primeira excursão para Europa. O Bafo fez cinco jogos amistosos, todos na Áustria. Venceu 3, empatou 1 e perdeu 1.
Os destaques ficaram para os jogos do Comercial contra o FC Steaua București e o Anzhi Makhachkala. O Steaua București foi campeão da UEFA Champions League de 1986, além de ser o principal time da Romênia. Já o Anzhi Makhachkala era, na época do jogo, o clube do lateral-esquerdo Roberto Carlos, tetra e pentacampeão do mundo com a Seleção Brasileira, e ex-jogador de clubes como Palmeiras, Corinthians e Real Madrid. Roberto Carlos esteve em campo no jogo contra o Comercial, mas não evitou a derrota do seu time.
A campanha do Comercial na Europa teve os seguintes resultados:
- Jogos: 5
- Vitórias: 3
- Emapates: 1
- Derrotas: 1
- Gols marcados: 11
- Gols sofridos: 8

| Data e horário | Confronto                         | Estádio               | Cidade                          |
| -------------- | --------------------------------- | --------------------- | ------------------------------- |
| 30/06 - 13:00  | FC Gratkorn 1–3 Comercial         | FC Lankowitz Stadium  | Maria Lankowitz                 |
| 02/07 - 13:00  | LASK Linz 3–1 Comercial           | Puchenau Arena        | Puchenau                        |
| 04/07 - 13:45  | FC Steaua București 2–2 Comercial | Sankt Michael Stadium | Sankt Michael in Obersteiermark |
| 06/07 - 13:30  | Kapfenberger SV 1–3 Comercial     | FC Lankowitz Stadium  | Maria Lankowitz                 |
| 10/07 - 13:30  | Anzhi Makhachkala 1–2 Comercial   | USC Rogner Bad Blumau | Bad Blumau                      |

Após a excursão o Comercial completou 100 anos de existência, em 10 de outubro de 2011,. Um grande jantar, com a presença de ídolos, personalidades e políticos foi realizado pela diretoria.
Uma parceria com o FC Wacker Innsbruck, time da Áustria, também foi anunciada no dia do centenário.

### Vice da Copa Paulista e rebaixamento para a Série A2
Publicado em 2011 o livro Comercial - Uma paixão centenária, de Igor Ramos, é o mais completo registro da história comercialina.
Ainda em 2011, foi vice-campeão da Copa Paulista, perdendo o título para o Paulista de Jundiaí. A equipe profissional do Comercial não disputava uma final de torneio oficial desde 1993, quando foi vice do estadual da 2ª divisão.
No mesmo ano de 2011, a equipe Máster do Comercial foi criada, por iniciativa do ex-goleiro Tomires, do ex-presidente do Conselho Deliberativo, Mauricio Righetti, e do ex-ponta-esquerda Beto Cano. O time, que reúne ex-jogadores, faz excursões e apresentações amistosas, elevando o nome do Comercial com os ídolos do passado.
No Paulistão 2012, venceu o rival Botafogo por 2–1, numa reedição do clássico Come-Fogo, que a 26 anos não era disputado na primeira divisão.
Apesar dos bons resultados contra os clubes da capital e da vitória sobre o rival, o time colecionou uma série de maus resultados contra os outras equipes, somando a maioria das derrotas em casa, diante da sua torcida. Além disso, houve salários em atraso e problemas financeiros. Todos esses problemas foram determinantes para a má campanha na primeira divisão.

### Novo Rebaixamento para a Série A2 em 2014
Novamente, depois de preciosos pontos perdidos dentro de casa, troca de treinador e comissão técnica no meio do torneio, e outra polêmica envolvendo salários atrasados e problemas financeiros, o time foi rebaixado para a série A2 do Campeonato Paulista.

### Fim da gestão Lacerda Sports
A gestão Lacerda Sports entrou em colapso no Comercial, e o clube acabou entrando numa espiral de dividas. O fim da parceria rendeu ao Leão brigas judiciais e prejudicou o time em campo.
A renuncia do Presidente Nelson Lacerda em 2015, pois fim oficial a parceria.

### O "fatídico" 2017 - Rebaixamento inédito
Em 2017, o Comercial sofreu novo rebaixamento, desta vez para a quarta divisão do Campeonato Paulista. Foi a primeira vez que o Comercial caiu para a mais baixa divisão do futebol estadual.
Foi no dia 16 de abril de 2017, domingo de páscoa, o Comercial empatou em 1–1 com o Flamengo-SP no Estádio Antônio Soares de Oliveira, em jogo válido pela última rodada da Série A3, terminando assim o campeonato na 15ª colocação, com 25 pontos. Este resultado rebaixou o Comercial pela primeira vez na história para a Série B (quarta e última divisão profissional). Este foi o dia mais sombrio na história do clube.
Como se não bastasse o rebaixamento, a rejeição da ajuda e o descaso da cúpula comercialina, o Comercial se deparou com uma das maiores crises de sua história, onde até a posse de seu estádio, o Palma Travassos, estava em jogo.

### Mais um tropeço e um novo recomeço
O novo rebaixamento do clube, o quarto em seis anos consecutivos, e que levou o Bafo para a última divisão paulista, provocou uma reformulação política no clube, que culminou com a antecipação da eleição presidencial, e a vitória do empresário Ademir Chiari como Presidente do Comercial.
A administração do Presidente Ademir Chiari, iniciada em 2017, conseguiu algo raro no Comercial, a união de várias alas de torcedores, com a participação ativa de empresários locais, das torcidas organizadas e, principalmente, da grande coletividade do Leão do Norte. O Bafo esta recomeçando na Segunda Divisão do Futebol Paulista, totalmente reestruturado na gestão fiscal, jurídica, administrativa e esportiva.

### Negócio das Arábias
Em 11 de setembro de 2020 o Comercial comunicou a venda do jogador Kaká Mendes para o Al Akhdoud, da segunda divisão da Arábia Saudita. Essa foi a primeira transferência de um jogador do elenco profissional do Comercial para o futebol árabe, e a diretoria do Bafo, apesar de não revelar valores, garante que foi uma negociação interessante para o Comercial , uma vez que abre oportunidades de mercado para o Leão do Norte negociar com o rico futebol do Oriente Médio. Kaká Mendes era recém-contratado do Comercial, e não chegou a fazer nenhuma partida oficial pelo clube devido a pandemia do Coranavírus, mesmo assim, existia uma multa em caso de quebra de contrato do jogador com o clube..

## Acessos e campanhas do Comercial – Desde 1958
* Atualizado até 22 de maio de 2022
A Campanha do Leão – Acesso de 1958
O Comercial jogou a primeira fase no Grupo Branco, onde classificou-se em terceiro lugar, com 23 pontos, para a fase eliminatória, o "Torneio dos Finalistas".
Na fase eliminatória, o Comercial foi colocado no "Grupo João Havelange", onde, após 10 jogos, sagrou-se campeão do grupo com 13 pontos, e conquistou o direito de jogar a final da competição contra o EC Corinthians, que havia sido campeão de seu grupo, o "Grupo Paulo Machado de Carvalho", no "Torneio dos Finalistas".
Na final foram realizadas três partidas: no primeiro jogo, realizado em Presidente Prudente, o Corinthians-PP venceu por 1–0; na segunda partida, em Ribeirão Preto, o Comercial levou a melhor e ganhou pelo mesmo placar, 1–0; já no terceiro e decisivo jogo, no dia 21 de abril de 1958, não deu para ninguém, o Comercial goleou por 4–0 o Corinthians-PP, em jogo realizado no Estádio do Pacaembu. A equipe comercialina era formada por: Santão, Toninho, Valdemar, Parracho e Candão, Valtinho, Lécio, Ademar, Otávio, Almeida e Carlos César. Carlos César fez dois gols, e Ademar e Lécio completaram a goleado.
O Comercial era o novo caçula da Divisão Especial. Uma eufórica torcida promoveu um grande carnaval na cidade para comemorar a conquista.
O rugido do Leão – Acesso de 1993
Foram sete anos de sofrimento para a apaixonada torcida, até que o Comercial montou um time competitivo em 1993, numa demonstração de que o futuro ainda reservava emoções para o torcedor do Leão. Neste mesmo ano, ficou em segundo lugar na Divisão Intermediária do Campeonato Paulista, subindo a elite do futebol no estado. Porém, ainda em 1993, após uma "canetada" e virada de mesa da FPF, foram criadas as séries A1, A2 e A3, o que obrigou a entidade a desconsiderar os acessos e descensos, reestruturando as divisões do futebol paulista. Este fato pode até ter contribuído para o esporte no estado, mas o Comercial acabou "prejudicado", pois continuou na segunda divisão, agora Série A2.
Justiça foi feita – Acesso de 2010
Alguns meses depois do término do Campeonato Paulista da Série A-3 2010, na reunião do Conselho Arbitral do Campeonato Paulista da Série A-2 2011, o Votoraty desistiu de sua participação na competição e com isso foi definida a inclusão do Comercial. Com a quinta colocação no Campeonato Paulista da Série A-3 o Leão voltou a Série A-2. Alguns torcedores dizem que esta decisão foi uma "Justiça Divina", pois na última rodada da segunda fase do torneio, em partida no Estádio Palma Travassos contra o XV de Piracicaba, uma vitória bastava para o Comercial garantir a segunda colocação de seu grupo. O gol comercialino saiu no último minuto da segunda etapa, após confusão na área. Entretanto, o bandeira marcou impedimento, que não existiu. Houve confusão e invasão de campo no estádio.
Retorno à Série A1 após 25 anos – Acesso de 2011

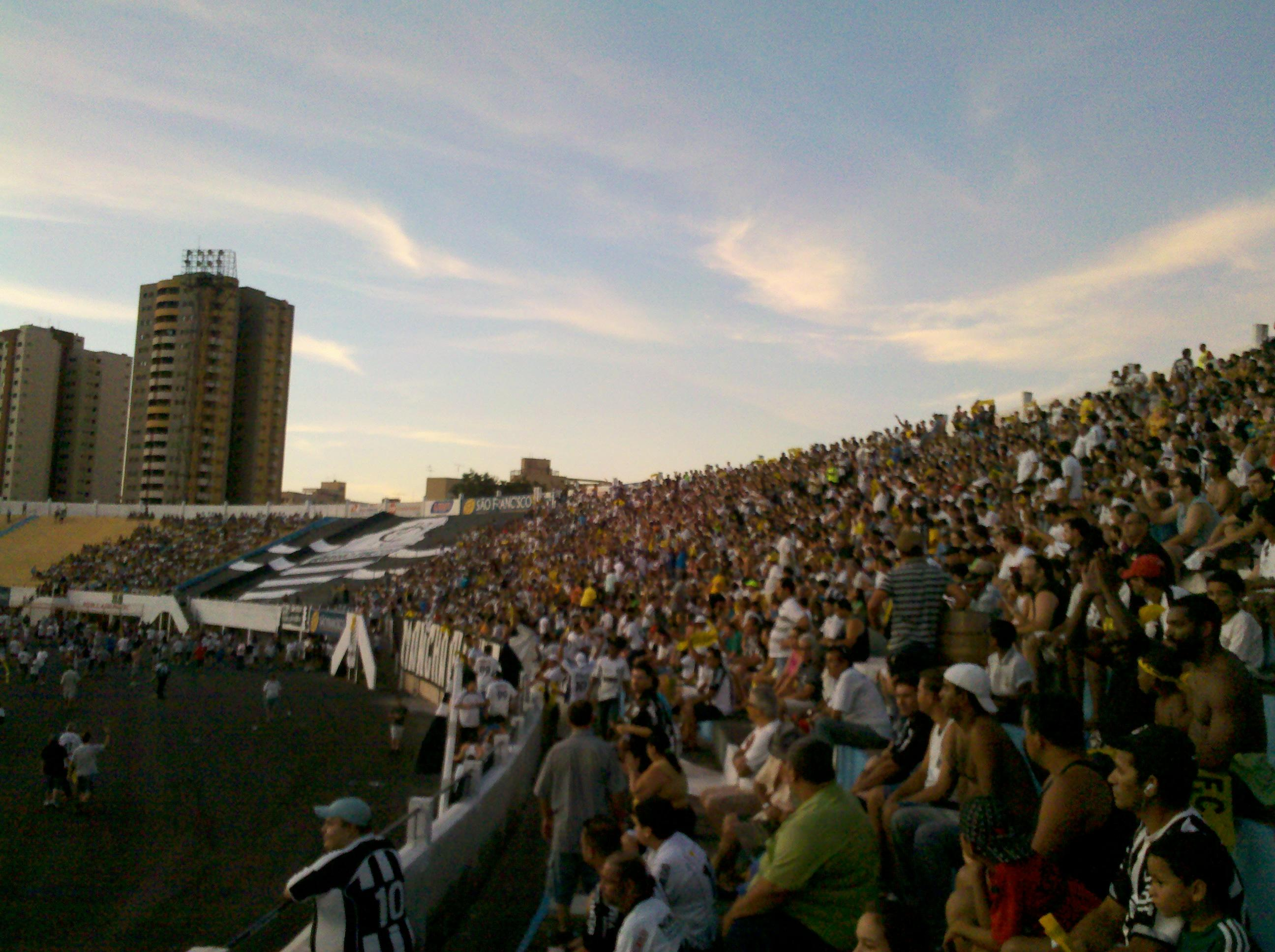
Comercial x São José - 23/04/11

Em 2011, após classificar-se entre os oito primeiros da primeira fase, o Comercial enfrentou o Guarani, o São José e o Rio Preto na fase final. Segundo o regulamento da Série A2, os oito primeiros da primeira fase são divididos em dois grupos de quatro equipes. Destes dois grupos, os primeiros e segundos colocados de cada um conquistam o acesso. Depois de um excelente início, o clube conseguiu o acesso de maneira antecipada, ao vencer o São José por 1–0 no Palma Travassos, já que, no dia seguinte, o Guarani venceu o Rio Preto. Assim, os dois clubes não puderam ser alcançados no grupo. O Guarani ficou com a primeira colocação e o Comercial com a segunda vaga.
Após 25 anos fora da primeira divisão do futebol paulista, o Comercial retornou em 2012 ao principal campeonato estadual do Brasil, segue abaixo os confrontos:
Fase Inicial
| Sequência | Data  | Confronto                    | Campeonato                   |
| --------- | ----- | ---------------------------- | ---------------------------- |
| 1         | 16/01 | Comercial 0–0 Rio Claro      | Campeonato Paulista Série A2 |
| 2         | 19/01 | Monte Azul 1–1 Comercial     | Campeonato Paulista Série A2 |
| 3         | 22/01 | Catanduvense 3–0 Comercial   | Campeonato Paulista Série A2 |
| 4         | 26/01 | Comercial 3–2 Rio Preto      | Campeonato Paulista Série A2 |
| 5         | 29/01 | Ferroviária 2–3 Comercial    | Campeonato Paulista Série A2 |
| 6         | 01/02 | Comercial 1–0 Marília        | Campeonato Paulista Série A2 |
| 7         | 05/02 | Comercial 2–2 Sertãozinho    | Campeonato Paulista Série A2 |
| 8         | 09/02 | União São João 3–0 Comercial | Campeonato Paulista Série A2 |
| 9         | 13/02 | Comercial 3–2 América        | Campeonato Paulista Série A2 |
| 10        | 20/02 | Rio Claro 3–1 Comercial      | Campeonato Paulista Série A2 |
| 11        | 23/02 | Comercial 1–0 Monte Azul     | Campeonato Paulista Série A2 |
| 12        | 26/02 | Comercial 1–0 Catanduvense   | Campeonato Paulista Série A2 |
| 13        | 05/03 | Rio Preto 1–1 Comercial      | Campeonato Paulista Série A2 |
| 14        | 10/03 | Comercial 0–0 Ferroviária    | Campeonato Paulista Série A2 |
| 15        | 13/03 | Marília 2–2 Comercial        | Campeonato Paulista Série A2 |
| 16        | 20/03 | Sertãozinho 0–0 Comercial    | Campeonato Paulista Série A2 |
| 17        | 23/04 | Comercial 2–1 União São João | Campeonato Paulista Série A2 |
| 18        | 27/03 | América 1–1 Comercial        | Campeonato Paulista Série A2 |

Fase Final
| Sequência | Data  | Confronto               | Campeonato                   |
| --------- | ----- | ----------------------- | ---------------------------- |
| 19        | 02/04 | Comercial 2–1 Rio Preto | Campeonato Paulista Série A2 |
| 20        | 06/04 | São José 0–0 Comercial  | Campeonato Paulista Série A2 |
| 21        | 09/04 | Comercial 1–1 Guarani   | Campeonato Paulista Série A2 |
| 22        | 16/04 | Guarani 3–3 Comercial   | Campeonato Paulista Série A2 |
| 23        | 23/04 | Comercial 1–0 São José  | Campeonato Paulista Série A2 |
| 24        | 01/05 | Rio Preto 3–5 Comercial | Campeonato Paulista Série A2 |

Retorno relâmpago à Série A1 – Acesso de 2013

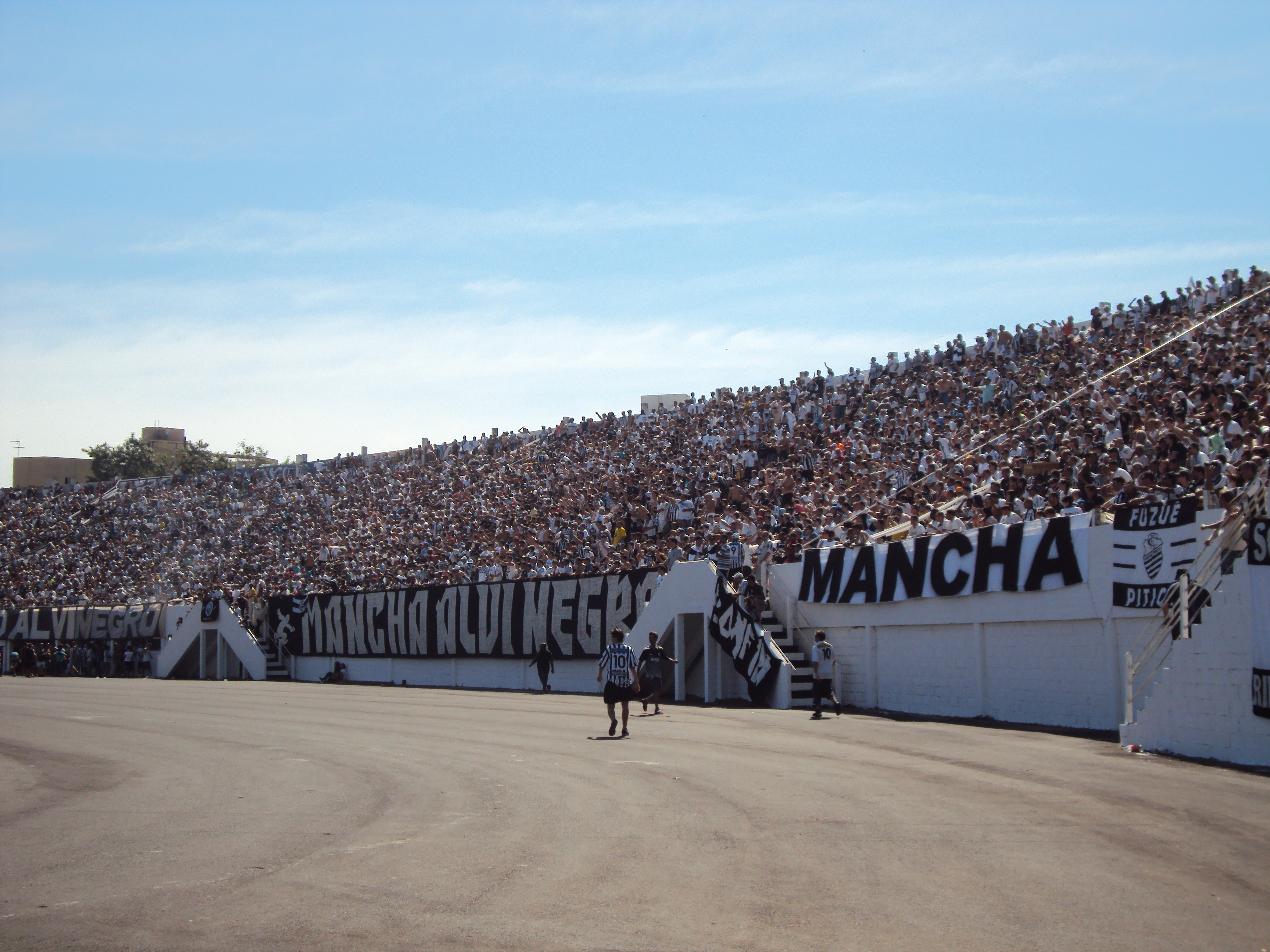
Torcida do Leão do Norte em peso na Jóia - Acesso 2013

Após classificar-se entre os oito primeiros da primeira fase, o Comercial enfrentou a Portuguesa, o Capivariano e a Catanduvense na fase final. Segundo o regulamento da Série A2, os oito primeiros da primeira fase são divididos em dois grupos de quatro equipes. Destes dois grupos, os primeiros e segundos colocados de cada um conquistam o acesso. Depois de uma derrota para o Capivariano e duas vitórias, sendo uma delas a goleada histórica por 7–0 contra a Portuguesa, no Estádio Palma Travassos, o clube alvinegro conseguiu o acesso na última rodada, mesmo perdendo o jogo para o Capivariano por 1–0, tendo terminado na frente do próprio algoz, devido ao saldo de gols. A Portuguesa ficou com a primeira colocação e o Comercial com a segunda vaga. Nas duas fases, o Leão aplicou goleadas por 7–0, contra dois times da capital, Juventus-SP e Portuguesa, respectivamente.
Após subir em 2011, depois de 25 anos fora da primeira divisão do futebol paulista e, voltar a ser rebaixado em 2012, o Comercial retornou rapidamente em 2014, ao principal campeonato estadual do Brasil, segue abaixo os confrontos:
Fase Inicial
| Sequência | Data  | Confronto                    | Campeonato                   |
| --------- | ----- | ---------------------------- | ---------------------------- |
| 1         | 23/01 | Rio Claro 1–1 Comercial      | Campeonato Paulista Série A2 |
| 2         | 26/01 | Comercial 0–0 Santacruzense  | Campeonato Paulista Série A2 |
| 3         | 29/01 | Comercial 3–1 Audax          | Campeonato Paulista Série A2 |
| 4         | 02/02 | Portuguesa 0–0 Comercial     | Campeonato Paulista Série A2 |
| 5         | 05/02 | Comercial 2–1 Monte Azul     | Campeonato Paulista Série A2 |
| 6         | 09/02 | Grêmio Barueri 0–0 Comercial | Campeonato Paulista Série A2 |
| 7         | 12/02 | Comercial 0–1 Noroeste       | Campeonato Paulista Série A2 |
| 8         | 16/02 | Ferroviária 1–1 Comercial    | Campeonato Paulista Série A2 |
| 9         | 20/02 | Comercial 4–1 São Carlos     | Campeonato Paulista Série A2 |
| 10        | 24/02 | Guaratinguetá 1–1 Comercial  | Campeonato Paulista Série A2 |
| 11        | 27/02 | São José 0–0 Comercial       | Campeonato Paulista Série A2 |
| 12        | 02/03 | Comercial 1–0 Velo Clube     | Campeonato Paulista Série A2 |
| 13        | 05/03 | Comercial 1–0 Red Bull       | Campeonato Paulista Série A2 |
| 14        | 09/03 | Capivariano 1–0 Comercail    | Campeonato Paulista Série A2 |
| 15        | 13/03 | Catanduvense 2–2 Comercial   | Campeonato Paulista Série A2 |
| 16        | 16/03 | Comercial 2–0 Santo André    | Campeonato Paulista Série A2 |
| 17        | 20/03 | Comercial 1–0 Grêmio Osasco  | Campeonato Paulista Série A2 |
| 18        | 23/03 | Rio Branco 1–0 Comercial     | Campeonato Paulista Série A2 |
| 19        | 31/03 | Comercial 7–0 Juventus       | Campeonato Paulista Série A2 |

Fase Final
| Sequência | Data  | Confronto                  | Campeonato                   |
| --------- | ----- | -------------------------- | ---------------------------- |
| 20        | 06/04 | Capivariano 2–1 Comercial  | Campeonato Paulista Série A2 |
| 21        | 09/04 | Comercial 2–1 Catanduvense | Campeonato Paulista Série A2 |
| 22        | 13/04 | Comercial 7–0 Portuguesa   | Campeonato Paulista Série A2 |
| 23        | 21/04 | Portuguesa 1–0 Comercial   | Campeonato Paulista Série A2 |
| 24        | 24/04 | Catanduvense 0–0 Comercial | Campeonato Paulista Série A2 |
| 25        | 28/04 | Comercial 0–1 Capivariano  | Campeonato Paulista Série A2 |

O Leão mostrou suas garras indomáveis – Acesso de 2018

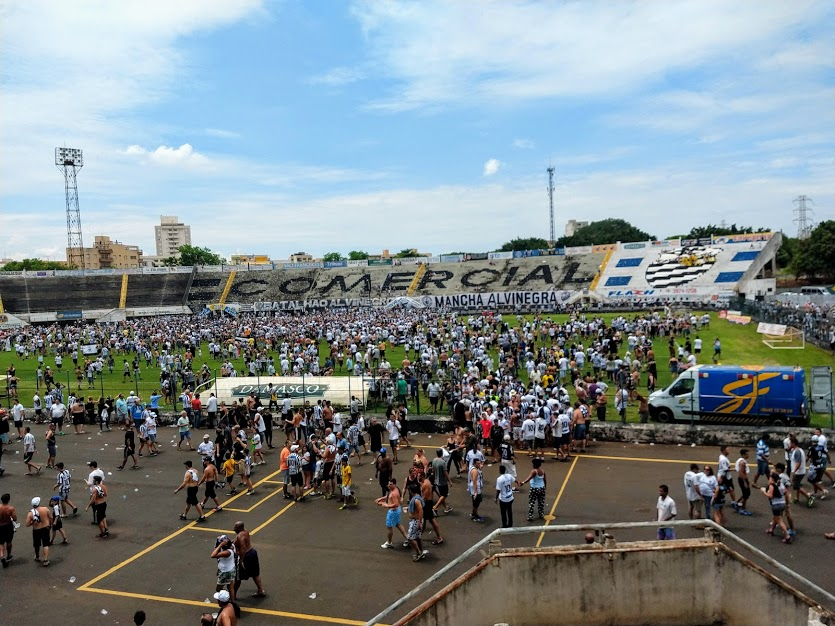
Festa pelo acesso em 2018, a torcida jamais abandona o time.

O Comercial nunca havia caído para a última divisão paulista desde que a Federação Paulista de Futebol havia reorganizado o futebol do estado na década de 90. Mas a queda para quarta divisão aconteceu, e o time precisou renascer.
Na quarta divisão paulista, o clube fez uma grande campanha nas duas primeiras fases, mas caiu de rendimento na terceira etapa do torneio. Apesar de ter a melhor campanha geral do campeonato, só conseguiu vaga na semifinal no último jogo, num empate muito discutido contra o Flamengo de Guarulhos. Estava próximo do acesso. Só restava passar pela semifinal, e chegar a decisão, garantindo uma das duas vagas de acesso.
Nas semifinais, diante do São José, o Leão jogava pelo empate nos dois jogos, por ter melhor campanha. No primeiro jogo, em São José dos Campos, o Bafo conseguiu um heroico empate em 1–1. No jogo de volta, no Palma Travassos, os torcedores comercialinos sofreram até os últimos minutos. O clube perdia o acesso em casa por 1–2 para o São José, resultado que classificava o time visitante à decisão até os 47 minutos do segundo tempo, quando Guilherme Café. fez o gol de empate comercialino garantindo o acesso Em 14 de outubro de 2018, com um empate de 2–2 com o São José, o Comercial estará de volta à Série A3 do Campeonato Paulista. O Bafo estava de volta a Série A3 do Paulista.